# ناحیه هیل، میشیگان
ناحیه هیل (به انگلیسی: Hill Township) یک منطقهٔ مسکونی در ایالات متحده آمریکا است که در شهرستان اوگماو واقع شده‌است.
 ناحیه هیل  ۱٬۳۶۱ نفر جمعیت دارد و ۲۶۰ متر بالاتر از سطح دریا واقع شده‌است.